# ムハンマド・ラクマン
ムハンマド・ラクマン・スワラディン（Muhammad Rachman Sawaludin、1971年12月23日 - ）は、インドネシアの元プロボクサー。元IBF・WBA世界ミニマム級王者。「Predator (捕食者)」の異名を持つ。ボクシングのプロモーターとしても活躍しムハンマド・ラクマンズ・スピットを主催している。

## 来歴
1993年1月14日、インドネシアでプロデビューした。
活動拠点はほぼインドネシア国内で1999年1月10日、インドネシアミニマム級王座を獲得。
2000年12月1日、IBFパンパシフィックミニマム級王座を獲得した。
2004年9月14日、ジャカルタのブリタマ・アリーナでIBF世界ミニマム級王者ダニエル・レイジェスと対戦し、12回2-1(114-117、116-114、115-114)の判定勝ちで王座を獲得に成功した。
2005年4月5日、パプア州メラウケのTHR - アミューズメント・パーク・ハサナブ・サイで元IBF世界ミニマム級王者ファーラン・サックリンと対戦し、3回に両者の頭が激突し、偶然のバッティングにより試合続行不可能となった為、3回1分負傷判定で引き分けとなり初防衛に成功した。
2006年5月6日、オマール・ソトと対戦し、6回1分4秒KO勝ちを収め2度目の防衛に成功した。
2006年12月23日、ベンジー・ソロラと対戦し、7回2分10秒TKO勝ちを収め3度目の防衛に成功した。
2007年7月7日、フローレンテ・コンデスと対戦し、3回と10回にダウンを奪われ12回1-2(111-115、112-114、114-112)の判定負けを喫し4度目の防衛に失敗した。
2008年6月28日、後のWBC世界フライ級シルバー王者でIBO世界スーパーフライ級王者のエドリン・ダプドンと対戦し、10回3-0(96-95、97-95、97-94)の判定勝ちを収めた。
2009年3月14日、自身初の海外試合がフィリピンのリングに登場。セブ州セブ市のウォーターフロント・セブシティ・ホテル&カジノで後のWBOインターナショナルフライ級王者ミラン・メリンドと対戦し0-3の判定負けを喫した。
2009年5月29日、タイプーケット県カトゥー郡のバングラ・ボクシング・スタジアムでWBC世界ミニマム級王者オーレイドン・シスサマーチャイに挑戦。11回2分10秒、12回0-3(101-106、2者が103-105)の負傷判定負けを喫しIBFに続くWBC王座獲得に失敗した。
2010年9月25日、1年4か月振りの再起戦でWBCインターナショナルミニマム級王者のデンバー・クエリョと対戦し、5回にダウンを奪われると一方的にクエリョペースになり、9回クエリョの猛攻にさらされるとレフェリーが試合をストップした。キャリア初のKO負けとなる9回1分3秒TKO負けを喫し王座獲得に失敗した。
2011年1月24日、サマートレック・チャイヨンジムと対戦し、6回判定負けを喫し、4連敗となった。
2011年4月19日、バンコクのクルンテープ・トンブリ大学でWBA世界ミニマム級王者クワンタイ・シッモーセンと対戦し、9回1分29秒KO勝ちを収めIBF王座に続く王座獲得に成功した。
2011年7月30日、ジャカルタのインドシアル・スタジオでポンサワン・ポープラムックと対戦。試合は互角に進み大接戦になり、12回0-2(114-114、113-115、114-115)の判定負けで初防衛に失敗し王座から陥落した。
その後現役引退を表明するも、2013年初頭に引退を撤回し現役復帰を表明した。
2013年7月6日、2年振りの復帰戦をパプア州メラウケで行い、2回TKO勝ちを収め復帰戦を白星で飾った。試合後ラクマンはデビューからの階級であったミニマム級からライトフライ級に転向しインドネシアのプロボクサーとして初の2階級制覇を目指すことになった。
2014年2月21日、ジャカルタのワリンギン・スポーツ・ホールでIBOインターナショナルライトフライ級王座決定戦をトンタイレック・ソー・タナピンヨーと対戦し8回・11回・12回の計3度のダウンを奪い、最後、レフェリーがストップし王座獲得に成功した。
2015年3月5日、チョンブリー県のチョン・インター・ホテルでWBA世界ミニマム級暫定王者ノックアウト・CPフレッシュマートと対戦し、12回0-3（112-117、111-119、109-119）の判定負けを喫し4年ぶりの王座返り咲きに失敗した。

## 獲得タイトル
- インドネシアミニマム級王座
- IBFパンパシフィックミニマム級王座
- IBO世界ミニマム級王座
- IBF世界ミニマム級王座（防衛3度）
- WBA世界ミニマム級王座（防衛0度）
- IBOインターナショナルライトフライ級王座